# Alfred Wilm
Alfred Wilm (* 25. Juni 1869 in Niederschellenberg, Schlesien; † 6. August 1937 in Saalberg, Riesengebirge) war ein deutscher Chemiker, Hütteningenieur und Metallurge.

## Leben

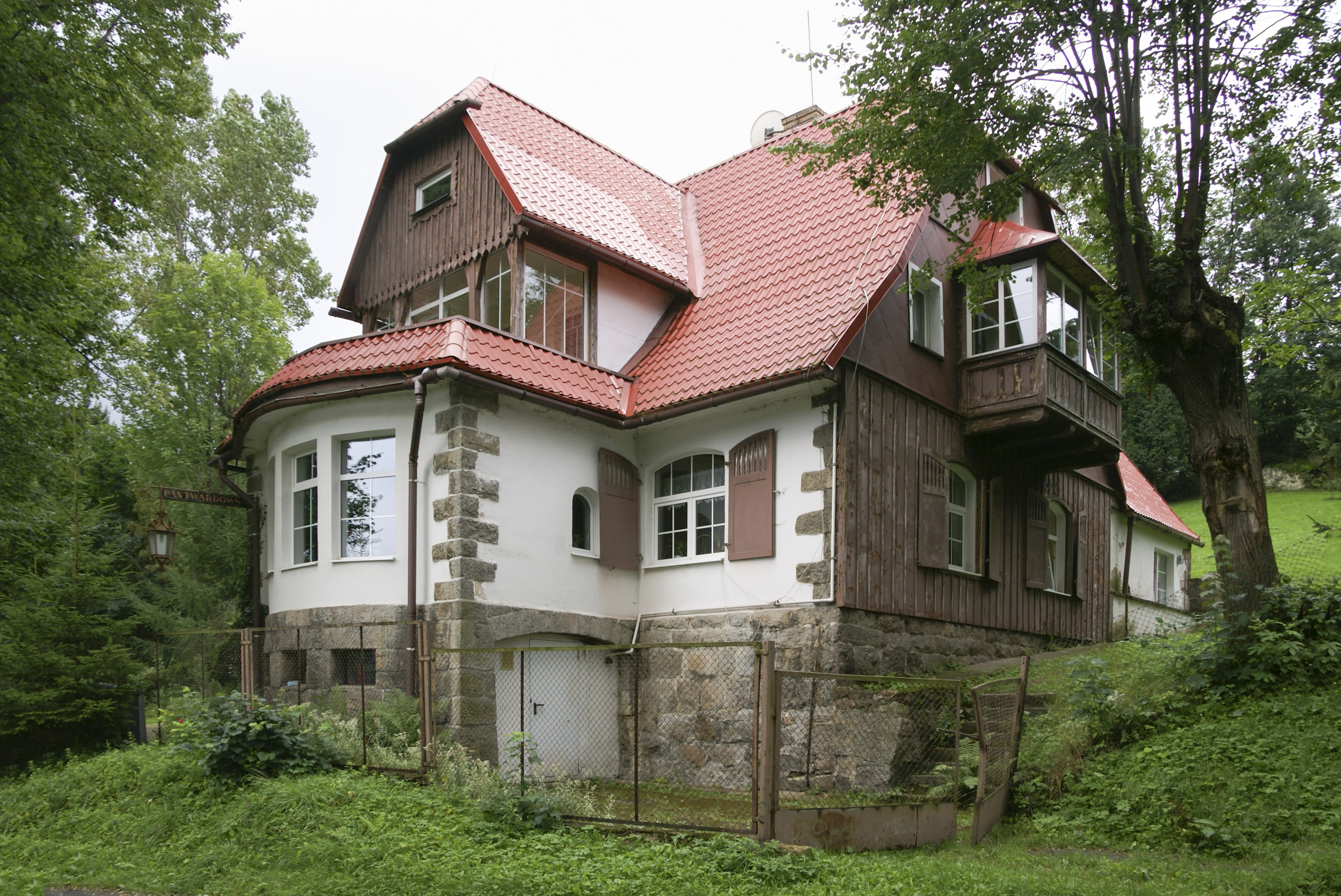
Villa Berghof in Saalberg 26,
1918–1937 Wohnsitz von Alfred Wilm

Im Jahr 1901 wurde Wilm als Metallurge an die Zentralstelle für wissenschaftlich-technische Untersuchungen in Neubabelsberg berufen, wo er über Aluminium forschen sollte. Im Jahr 1903 meldete er sein erstes Patent über ein „Verfahren zum Verbessern von Aluminiumlegierungen durch Glühen und Abschrecken“ an. 1906 entdeckte er das Phänomen sich durch „Raumauslagerung“ aushärtender Aluminiumlegierungen. Man sagt, ein Lehrling im Labor habe eine Ausgießprobe über das Wochenende neben dem Schmelzofen vergessen. Am nächsten Montag wies sie eine höhere Festigkeit auf als am Samstag.
1909 meldete Wilm ein Patent über ein „Verfahren zum Veredeln von magnesiumhaltigen Aluminiumlegierungen“ an. Die Lizenzen hierzu wurden schon bald von den Dürener Metallwerken erworben, die das Produkt als Duraluminium vermarkteten. Auf der Internationalen Luftschiffahrt-Ausstellung Frankfurt 1909 errang die neue Legierung den dritten Preis, auf der Luftfahrtausstellung 1910 in St. Petersburg die Große Silberne Medaille für das beste Luftschiffmaterial sowie die Große Goldene Medaille für „Fortschritte in der Kriegstechnik“. Alfred Wilm war Mitglied der Potsdamer Freimaurerloge Teutonia zur Weisheit.
Bald stellten viele Unternehmen Duraluminium her, ohne das Patent zu beachten. Wilm schlug sich lange mit den Patentverletzern herum, was aber seine Kräfte und Lizenzeinnahmen aufbrauchte, so dass er bereits 1919 aus seinem Beruf ausschied und Landwirt wurde. Er blieb es zu seinem Tod 1937 auf seinem Berghof in Saalberg im Riesengebirge.
Sein Bruder, der Schauspieler und Schriftsteller Bernhard Wilm (1872–1953), war mit Gerhart Hauptmann (1862–1946) befreundet.